# Juraj Valach
Juraj Valach (* 1. Februar 1989 in Topoľčany, Tschechoslowakei) ist ein slowakischer Eishockeyspieler, der seit Januar 2023 beim HK Spišská Nová Ves in der slowakischen Extraliga unter Vertrag steht.

## Karriere
Juraj Valach begann seine Karriere als Eishockeyspieler beim HKM Zvolen, bei dem er die Nachwuchsmannschaften durchlief und für den er in der Saison 2005/06 auch sein Profidebüt in der slowakischen Extraliga gab. Anschließend wechselte der Verteidiger nach Nordamerika und schloss sich den Tri-City Americans aus der Western Hockey League an, die ihn in der ersten Runde des CHL Import Draft 2006 als insgesamt 20. Spieler gezogen hatten. In der Folgesaison spielte er für die Ligarivalen Vancouver Giants, Regina Pats und Red Deer Rebels. Anschließend kehrte er in die Slowakei zu seinem Ausbildungsverein zurück.
2011 wechselte er nach Tschechien, wo er – von einer halbjährigen Episode beim slowakischen KHL-Klub HC Slovan Bratislava abgesehen – bis 2019 für den HC Kometa Brno, den HC Slavia Prag und die Piráti Chomutov spielte. 2017 wurde er als bester Verteidiger der tschechischen Extraliga ausgezeichnet. Die Saison 2019/20 verbrachte er beim EHC Linz in der Österreichischen Eishockey-Liga. Anschließend zog es ihn wieder in die Heimat. Zunächst spielte er dort erneut für den HC Slovan Bratislava, der wieder in die  slowakische Extraliga zurückgekehrt war. Mit den Hauptstädtern wurde er 2022 slowakischer Meister. Im Januar 2023 wechselte er zum Ligakonkurrenten HK Spišská Nová Ves.

### International
Valach vertrat die slowakische U18-Auswahl bei der U18-Weltmeisterschaft 2006. Bei den U20-Junioren-Weltmeisterschaften 2007 und 2009 trat er mit der slowakischen U20-Mannschaft an.
Mit der Herren-Nationalmannschaft spielte er bei der Eishockey-Weltmeisterschaft der Herren 2014 sowie den Olympischen Winterspielen in Pyeongchang 2018.

## Erfolge und Auszeichnungen
- 2017 Bester Verteidiger der tschechischen Extraliga
- 2022 Slowakischer Meister mit dem HC Košice

## Statistik
(Stand: Ende der Spielzeit 2023/24)